# Fornasotto
Il Fornasotto (Furnasòt in bergamasco) è una delle due località del comune di Pontirolo Nuovo in provincia di Bergamo.

## Geografia fisica

### Territorio
Il suo territorio, posto a 150 metri sul livello del mare, si trova tra Brembate, Boltiere e Canonica d'Adda.

## Storia
Il 20 maggio 1942 viene in visita pastorale nel comune il cardinale Alfredo Ildefonso Schuster, sostenendo la creazione di una chiesa in loco, nel 1944 la messa viene ancora celebrata all'aperto, viene predisposto un salone, ma per il momento si rinuncia alla costruzione della stessa e viene quindi eretta la cappellina della Fornasetta.
Alla fine degli anni settanta la chiesa è finalmente eretta e consacrata il 19 dicembre 1981 da Renato Corti, all'epoca vicario di Carlo Maria Martini ed in seguito vescovo di Novara.

## Società

### Evoluzione demografica
La località contava circa 375 abitanti nel 2009, mentre all'epoca della costruzione della chiesa alla fine degli anni settanta ne contava 497.

### Religione
La località, di rito romano, si trova nella diocesi di Milano, vicariato di Melegnano, e nel decanato di Treviglio. Non costituisce una parrocchia autonoma, ma è inclusa in quella di Pontirolo Nuovo  